# Góry Kaledońskie
Góry Kaledońskie (dawniej także: Góry Północnoszkockie, ang. Northwest Highlands lub Scottish Highlands, gael. A' Ghàidhealtachd) – stare pasmo górskie w północnej Szkocji (Wielka Brytania) o długości ok. 300 km, położone na północ od zapadliska Glen More.
Powstałe w orogenezie kaledońskiej (której zresztą  nadały nazwę). Poddane długotrwałym procesom niszczenia które spowodowały rozczłonkowanie na niewysokie masywy o kopulistych szczytach i łagodnych stokach, wszystkie o podobnej wysokości n.p.m. Liczne ślady zlodowacenia czwartorzędowego. Góry porozcinane głębokimi dolinami rzecznymi, które następnie czwartorzędowy lądolód przeobraził w żłoby lodowcowe. Wypełnione wodą żłoby tworzą podłużne jeziora, a te położone poniżej poziomu morza często przechodzą w fiordy. Najwyższe wzniesienie – Carn Eige 1182 m.
Klimat umiarkowany morski, często występują mgły. Liczne torfowiska i wrzosowiska, które stanowią dominującą formę roślinności. Nieliczna miejscowa ludność zajmuje się głównie pasterstwem owiec i rybołówstwem a także obsługą turystyki.